# Virginia Bruce
Virginia Bruce (29 de septiembre de 1909-24 de febrero de 1982) fue una actriz y cantante estadounidense.

## Biografía
Su verdadero nombre era Helen Virginia Briggs, y nació en Minneapolis, Minnesota. Bruce empezó su carrera interpretativa desempeñando pequeños papeles en Hollywood en 1929. En 1930 actuó en Broadway en el musical Smiles, y en 1931 en America's Sweetheart. 
Bruce volvió a Hollywood en 1932, donde se casó con John Gilbert, el coprotagonista de su película Downstairs. Tras el nacimiento de su hija Susan Ann Gilbert, ella se retiró durante un tiempo. La pareja se divorció en 1934, y Virginia volvió a actuar en el cine. En 1936, año de la muerte de Gilbert, Bruce interpretó la canción de Cole Porter "I've Got You Under My Skin" en el film Born to Dance, y trabajó en el musical de MGM The Great Ziegfeld.
Virginia se casó con el director cinematográfico J. Walter Ruben en 1937, rodando juntos ese año el western interpretado por Wallace Beery The Bad Man of Brimstone. Tuvieron un hijo llamado Christopher, pero Ruben falleció en 1942. En 1946 se casó con Ali Ipar, de quien se divorció en 1951, casándose ambos nuevamente en 1952. Sus últimas actuaciones para el cine fueron Strangers When We Meet (Un extraño en mi vida) (1960) y Madame Wang's (1981).
Virginia Bruce falleció a causa de un cáncer en Woodland Hills (Los Ángeles), California, en 1982.

## Filmografía

### Largometrajes
| - Fugitives (1929) - Blue Skies (1929) - River of Romance (1929) - Fashions in Love (Una farsa parisién) (1929) - Illusion (1929) - Woman Trap (La denuncia) (1929) - Why Bring That Up? (1929) - The Love Parade (1929) - Lilies of the Field (1930) - Slightly Scarlet (Amor audaz) (1930) - Only the Brave (1930) - Young Eagles (Aguiluchos) (1930) - Paramount on Parade (1930) - Safety in Numbers (1930) - The Social Lion (1930) - Raffles (1930) - Let's Go Native (1930) - Whoopee! (1930) - Follow Thru (1930) - Hell Divers (1931) (escenas eliminadas) - The Wet Parade (1932) - The Miracle Man (1932) - Sky Bride (La novia de azul) (1932) - Winner Take All (O todo o nada) (1932) - Downstairs (1932) - A Scarlet Week-End (1932) - Kongo (1932) - Jane Eyre (1934) - Dangerous Corner (1934) - The Mighty Barnum (1934) - Society Doctor (1935) - Shadow of Doubt (1935) - Times Square Lady (1935) - Let 'em Have It (La destrucción del hampa) (1935) - Escapade (1935) - The Murder Man (La voz que acusa) (1935) | - Here Comes the Band (1935) - Metropolitan (1935) - The Garden Murder Case (1936) - The Great Ziegfeld (1936) - Born to Dance (1936) - Women of Glamour (1937) - When Love Is Young (1937) - Between Two Women (1937) - Wife, Doctor and Nurse (Esposa, doctor y enfermera) (1937) - The Bad Man of Brimstone (1937) - Arsène Lupin (1938) - The First Hundred Years (1938) - Yellow Jack (1938) - Woman Against Woman (1938) - There Goes My Heart (1938) - There's That Woman Again (1939) - Let Freedom Ring (1939) - Society Lawyer (1939) - Stronger Than Desire (1939) - Flight Angels (1940) - The Man Who Talked Too Much (1940) - Hired Wife (1940) - The Invisible Woman (1940) - Adventure in Washington (1941) - Butch Minds the Baby (1942) - Pardon My Sarong (1942) - Careful, Soft Shoulder (1942) - Action in Arabia (1944) - Brazil (1944) - Love, Honor and Goodbye (1945) - Night Has a Thousand Eyes (Mil ojos tiene la noche) (1948) - State Department: File 649 (1949) - Istanbul (1954) - Reluctant Bride (1955) - Strangers When We Meet (Un extraño en mi vida) (1960) - Madame Wang's (1981) |

### Cortos
- A Dream Comes True (1935)
- Pirate Party on Catalina Isle (1935)
- Screen Snapshots Series 16, No. 1 (1936)
- Behind the Movie Lens (1938)
- Hollywood Goes to Town (1938)
- Hollywood Hobbies (1939)
- Screen Snapshots: Stars on Horseback (1939)